# Phú Hộ
Phú Hộ là một xã thuộc thị xã Phú Thọ, tỉnh Phú Thọ, Việt Nam.
Xã có diện tích 16,3 km², dân số năm 2003 là 10.383 người, mật độ dân số đạt 637 người/km².

## Lịch sử
Trước đây, Phú Hộ là một xã thuộc huyện Phù Ninh.
Ngày 28 tháng 5 năm 1997, Chính phủ ra quyết định thành lập thị trấn Phú Hộ trên sở toàn bộ diện tích và dân số của xã Phú Hộ..
Ngày 1 tháng 4 năm 2003, thị trấn Phú Hộ được sáp nhập vào thị xã Phú Thọ và giải thể thành xã Phú Hộ như hiện nay.

## Hành chính
Xã Phú Hộ được chia thành 19 khu hành chính (từ Khu 1 đến Khu 19). Thời Pháp thuộc Phú Hộ có 4 làng: An Xuân, Thống Nhất, Phú Điền và Phú Cường. Sau khi nhà máy Hóa chất Z121 xây dựng trên địa bàn hình thành thêm làng Z4. Các khu dân cư hiện nay được chia như sau: Làng Thống Nhất (Bao gồm các Khu: 1, 2, 3), Làng An Xuân (Bao gồm các Khu: 4, 5), Làng Phú Cường (Bao gồm các Khu: 6, 7), Làng Z4 (Bao gồm các Khu 11, 12, 13, 15, 16, 17 và 1 phần của Khu 8), làng Phú Điền (Bao gồm các Khu 9, 10, 14, 18, 19 và phần còn lại của Khu 8).
Trụ sở UBND xã hiện tại ở Khu 4.

## Kinh tế
Nơi đây có giống vải thiều ngon Phú Hộ, Viện Khoa học Kỹ thuật Nông Lâm Nghiệp Miền Núi Phía Bắc, Công ty TNHH MTV Hóa chất 21 (Nhà máy Z121 nơi sản xuất pháo hoa duy nhất của Việt Nam).
Xã Phú Hộ nằm ở vị trí thuận lợi, nơi giao nhau của Quốc lộ 2 và đường Hùng Vương - đường trục chính của Thị xã Phú Thọ (Đường 35m). Trung tâm xã cách nút giao IC9 đường cao tốc Nội Bài - Lào Cai 3 km. Trên địa bàn xã thu hút được nhiều doanh nghiệp đến đầu tư xây dựng. Cơ cấu kinh tế của xã được xác định là: Công nghiệp, xây dựng: 45%, thương mại, dịch vụ: 43%, nông nghiệp: 12%. Tỷ lệ hộ nghèo chỉ còn 6%. Mức độ đô thị hóa trên địa bàn đạt mức khá cao, ở các làng Z4, làng Phú Điền với 9 khu dân cư sinh hoạt theo các tổ dân phố.
Bên cạnh Khu công nghiệp Phú Hà đang được đầu tư xây dựng cơ sở hạ tầng, Phú Hộ còn nằm trong quy hoạch xây dựng Khu Nông nghiệp ứng dụng Công nghệ cao đầu tiên của tỉnh Phú Thọ. Phạm vi nghiên cứu quy hoạch mở rộng ra các xã Hà Lộc, xã Tiên Phú, Trung Giáp - huyện Phù Ninh.
Chè là cây công nghiệp chính trên địa bàn xã, với Làng nghề Chè Phú Thịnh ở Khu 10 đã được công nhận là làng nghề truyền thống cấp tỉnh, chuyên sản xuất và cung cấp các sản phẩm Chè sạch cho thị trường trong nước. Ngoài ra, Công ty chè Cozy được xây dựng ở Khu 2, đã tạo công ăn việc làm cho khoảng 150 lao động địa phương với thu nhập ổn định. Trong những năm gần đây, các hộ gia đình ở Khu 2, Khu 5 đã chuyển đổi vườn tạp sang trồng bưởi Diễn, hồng không hạt Gia Thanh mang lại hiệu quả kinh tế cao. Làng Phú Điền người dân có thêm nghề ươm, chiết các loại giống cây ăn quả, cây công nghiệp cung cấp cho thị trường trong tỉnh và các tỉnh miền núi Tây Bắc.
Hệ thống ngân hàng gồm có các phòng giao dịch của Ngân hàng TMCP Quân đội MB, phòng giao dịch của Ngân hàng TMCP Công thương Việt Nam - Vietinbank, phòng giao dịch của Ngân hàng Nông nghiệp và phát triển Nông thôn Việt Nam - Agribank, phòng giao dịch của Ngân hàng Chính sách Xã hội
Mạng lưới Bưu chính Viễn thông trải đều trên địa bàn xã với 12 trạm phát sóng BTS của các nhà cung cấp: Viettel, VNPT, MobiFone, VietnamMobile, GTel phủ sóng 19/19 Khu dân cư. Dịch vụ Internet, truyền hình có các nhà cung cấp: Viettel, VNPT, K+, MobiTV của MobiFone.
Xã có 2 Chợ: Chợ Phú Hộ (Khu 18) và Chợ Z4 (Khu 16). Tuy nhiên do nhu cầu tăng cao của người dân khu vực làng An Xuân, xã cần đầu tư xây dựng thêm 1 chợ ở khu vự này, nhằm phục vụ công nhân của Khu công nghiệp Phú Hà.
Hệ thống giao thông trên địa bàn xã tương đối thuận lợi. Ngoài tuyến Quốc lộ 2, đường Hùng Vương, còn có tỉnh lộ 315 nối với trung tâm thị xã Phú Thọ, đi trung tâm huyện Thanh Ba. Phú Hộ nằm trong quy hoạch của 2 tuyến đường quan trọng khác là: Đường tránh lũ thị xã Phú Thọ từ cầu Ngọc Tháp đến trường Tiểu học Phú Hộ 2 và đường Hồ Chí Minh giai đoạn 2, kết nối với thành phố Tuyên Quang (Định hướng là đường cao tốc Phú Thọ - Tuyên Quang). Ngoài ra các đường trục chính, đường liên thôn, liên xóm tại các khu dân cư được nhựa hóa, bê tông hóa, tạo điều kiện thuận lợi cho nhu cầu đi lại của người dân và góp phần phát triển kinh tế địa phương.
Thực hiện chương trình Quốc gia xây dựng nông thôn mới (NTM), đến tháng 9/2017 xã Phú Hộ đã đạt 17/19 tiêu chí. Còn 2 tiêu chí chưa đạt là: xây dựng 7,5 km Kênh mương nội đồng và 3 điểm thu gom rác thải.
Đến tháng 12/2017: Xã Phú Hộ đã hoàn thành 19/19 tiêu chí xây dựng NTM và đã được công nhận xã đạt chuẩn NTM, góp phần đưa thị xã Phú Thọ đạt chuẩn của 1 thành phố trực thuộc tỉnh.
Các cơ quan, doanh nghiệp trên địa bàn xã:
- Công ty TNHH MTV Hóa chất 21[7]
- Viện Khoa học Kỹ thuật Nông Lâm Nghiệp Miền núi Phía Bắc[6]
- Công ty Chè Cozy[11]
- Trạm Khí tượng thủy văn Phú Hộ[17]
- Khu công nghiệp Phú Hà[8]

## Văn hóa, giáo dục
19/19 khu dân cư trong xã có nhà văn hóa đạt chuẩn. Làng Z4 có khu văn hóa thể thao bao gồm: sân bóng đá, sân bóng gỗ, sân cầu lông, bể bơi và hệ thống công viên cây xanh là nơi vui chơi giải trí, thư giãn cho cư dân trong xã.
Trên địa bàn xã có 3 ngôi Chùa nổi tiếng: 
- Chùa Cây Thị (Khu 18 - Thuộc làng Phú Điền)
- Chùa Thiên Phúc (Khu 4 - Thuộc làng An Xuân)
- Chùa Phúc Linh (Khu 6 - Thuộc làng Phú Cường)

Phú Hộ là xã có trình độ dân trí tương đối cao. Xã đã hoàn thành phổ cập THCS và đang hướng tới phổ cập THPT vào năm 2019. Xã Phú Hộ có 6 trường học. 

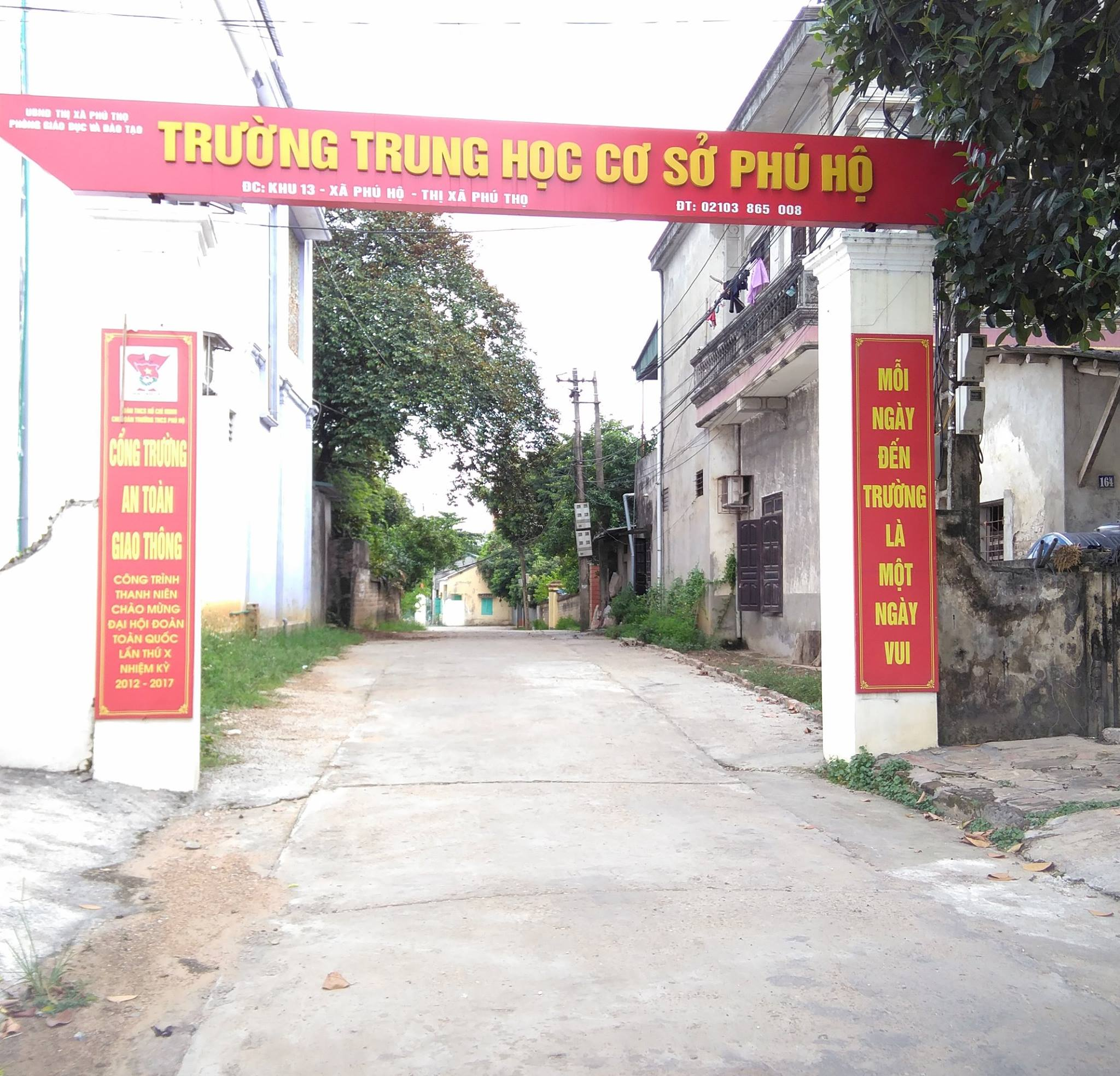
Trường THCS Phú Hộ (Khu 13) - Trường chuẩn Quốc gia
- Trường Tiểu học Phú Hộ (Khu 8)
- Trường Tiểu học Phú Hộ 2 (Khu 3)
- Trường Mầm non Phú Hộ (Khu 4)
- Trường Mầm non Phú Hộ 2 (Khu 18)
- Trường Mầm non Hoa Hồng (Khu 15 - trường dành cho con em công nhân Làng Z4)  - Trường THCS Phú Hộ